# Ramo ceco del Casato di Thurn und Taxis
Il ramo ceco del Casato Principesco di Thurn and Taxis (tedesco: Das Fürstenhaus Thurn und Taxis) è un ramo dinastico di una famiglia tedesca che era un attore chiave nel servizio postale in Europa nel XVI secolo ed è ben nota come proprietari di birrerie e costruttori di innumerevoli castelli.

## Storia
Il ramo ceco del Casato di Thurn und Taxis fu fondato nel 1808 dal Principe Massimiliano Giuseppe di Thurn und Taxis (Ratisbona, 29 maggio 1769 – Praga, 15 maggio 1831). Massimiliano Giuseppe era il più giovane dei figli di Alessandro Ferdinando, III Principe di Thurn und Taxis (1704–1773), un fondatore di un ordine dinastico cavalleresco nella Casata Principesca di Thurn und Taxis, l'Ordre de Parfaite Amitié, e della sua terza moglie la Principessa Maria Enrichetta di Fürstenberg (1732–1772). Nel 1791, Massimiliano sposò la Principessa Eleonore di Lobkowicz (Praga, 22 aprile 1770 – Lautschin, 9 novembre 1834), che apparteneva ad un nobile famiglia ceca la cui origine è riconducibile a Mares Martin z Ujezda (1376–90). Nel 1808, egli ereditò i castelli di Lautschin (Loučeň in ceco) e Dobrovice da sua cugina la Principessa Maria Giuseppa di Fürstenberg, e nel 1820 si stabilì permanentemente in Boemia. Oltre Lautschin e altre proprietà rurali, la famiglia possedeva anche immobili a Praga che comprendeva due palazzi: uno nei quartieri alti della città (V jámě 635–636, non più esistente) ed uno nella parte vecchia (Palazzo Vrtbovský a Malá Strana, acquistato nel 1814). Massimiliano ed Eleonora ebbero sei figli maschi: il primogenito fu Carlo Anselmo di Thurn und Taxis (da non confondersi con suo zio Carlo Anselmo, IV Principe di Thurn und Taxis di Ratisbona, erede della ricchezza del Casato di Thurn und Taxis). Altro suo figlio fu il generale bavarese Karl Theodor von Thurn und Taxis.
Nel 1815 il Principe Carlo Anselmo di Thurn und Taxis (Praga, 18 giugno 1792 – Teplitz, 25 agosto 1844) sposò la Contessa Maria Isabella von und zu Eltz Faust von Stromberg (Dresda, 10 febbraio 1795 – Praga, 12 marzo 1859). Ebbero sette figli: Maria Sofia (Contessa von Montfort), Ugo (erede delle proprietà della famiglia), Eleonora, Emerico, Maria Teresa (Contessa von Belcredi), Rodolfo, che diventò Barone von Troskow e Guglielmo.

### Ramo italiano
La contessa Teresa von Thurn-Hofer und Valsassina, ultima discendente diretta dei della Torre di Valsassina signori del castello di Duino presso Trieste, sposò nel 1849 il principe Egon zu Hohenlohe-Waldenburg-Schillingsfürst dal quale ebbe sei figli. La quarta figlia Maria (1855-1934), a sua volta, nel 1875 a Venezia diventò la consorte del principe Alessandro Giovanni Vincenzo Thurn und Taxis (1851-1939), figlio di Ugo Massimiliano di Thurn und Taxis del ramo boemo, portando in dote il castello di Duino. Da loro nacque nel 1881 Alessandro Carlo Egon che ereditò il maniero. Dopo la prima guerra mondiale questi scelse la cittadinanza italiana, ricevendo per sé e per i suoi discendenti il cognome di Della Torre e Tasso, e fu nominato primo duca di Castel Duino dal re d'Italia Vittorio Emanuele III di Savoia. La famiglia abita tuttora nel castello. Attuale duca di Castel Duino è il principe Carlo Alessandro (nato nel 1952), figlio del Principe Raimundo e e della moglie Eugenia di Grecia e Danimarca (figlia del Principe Giorgio di Grecia, uno dei figli di Re Giorgio I di Grecia, e di Maria Bonaparte, scrittrice e psicanalista). Nella stessa rocca il poeta Rainer Maria Rilke scrisse le sue Elegie duinesi mentre era in visita alla principessa Maria della Torre e Tasso (nata Hohenlohe). Rilke successivamente dedicò la sua opera alla nobile signora, sua augusta ed influente protettrice.